# Église Saint-Pierre d'Authie
Pour les articles homonymes, voir Église Saint-Pierre.
L'église Saint-Pierre d'Authie est une église catholique située sur le territoire de la commune d' Authie dans le département de la Somme à une trentaine de kilomètres au nord d'Amiens.

## Historique
La première église d'Authie fut la chapelle du prieuré bénédictin fondé au VIIIe siècle. Si le prieuré fut toujours reconstruit au même endroit, il n'en fut pas de même de sa chapelle qui devint par la suite, l'église paroissiale. C'est au XIIIe siècle que l'église d'Authie fut construite indépendamment du prieuré mais à la suite des destructions dues aux guerres, l'église du prieuré et l'église paroissiale ne firent un seul et même édifice. Le prieuré garda la propriété de l'église en se réservant le chœur, tandis que les paroissiens avaient à leur charge la nef. Cet état de fait dura jusque 1789.
Après moult destructions, il fut décidé de reconstruire l'église à un autre emplacement à l'écart du village. Cependant, elle n'en eut pas terminé avec les destructions : en 1522, le village et l'église furent brûlés par les Anglais alliés des Impériaux sous le règne de François Ier. Reconstruite, elle fut dévastée par les huguenots en 1590. Une fois encore rebâtie, elle fut à nouveau ruinée par les Espagnols, en 1635. L'église d'Authie fut une nouvelle fois relevée. En 1744, le portail fut reconstruit en partie et les murs latéraux furent exhaussés. Un incendie, en 1803, endommagea la toiture et en 1818, le chœur fut restauré.

## Caractéristiques

### Extérieur
L'église d'Authie a été construite en pierre et couverte d'ardoise selon un plan basilical traditionnel avec une nef et un chœur mais sans transept. La nef est plus élevé que le chœur. Une chapelle dédiée à la Sainte Vierge fut construite au cours du XIXe siècle, elle communique avec le chœur. Le portail protégé par un auvent est surmonté d'un clocher surmonté d'un toit en flèche.

### Intérieur
Les fenêtres et les voûtes en bois peint sont en plein cintre. La nef est séparée du chœur par une grande arcade qui faisait, avant 1789, la séparation ente le sanctuaire prieural et l'église paroissiale. En 1860, fut érigé le tombeau de Mgr François-Xavier Danicourt, évêque missionnaire en Chine, natif d'Authie.

#### Orgue
Sur la tribune au dessus du portail a été installé un orgue, en 1859. Cet orgue de huit jeux, sans pédalier n'a qu'un seul clavier.

#### Œuvres d'art et mobilier
L'église d'Authie conserve un certain nombre d'œuvres d'art inscrites monuments historiques au titre d'objets, notamment :
- un relief représentant une Vierge à l'Enfant dite « Notre-Dame de Bon Secours » du XVIIe siècle ;
- un autel avec tabernacle en bois doré et blanc ;
- des statues de la Vierge à l'Enfant, de saint Augustin, de saint Nicolas, en bois polychrome du XVIIIe siècle[5].

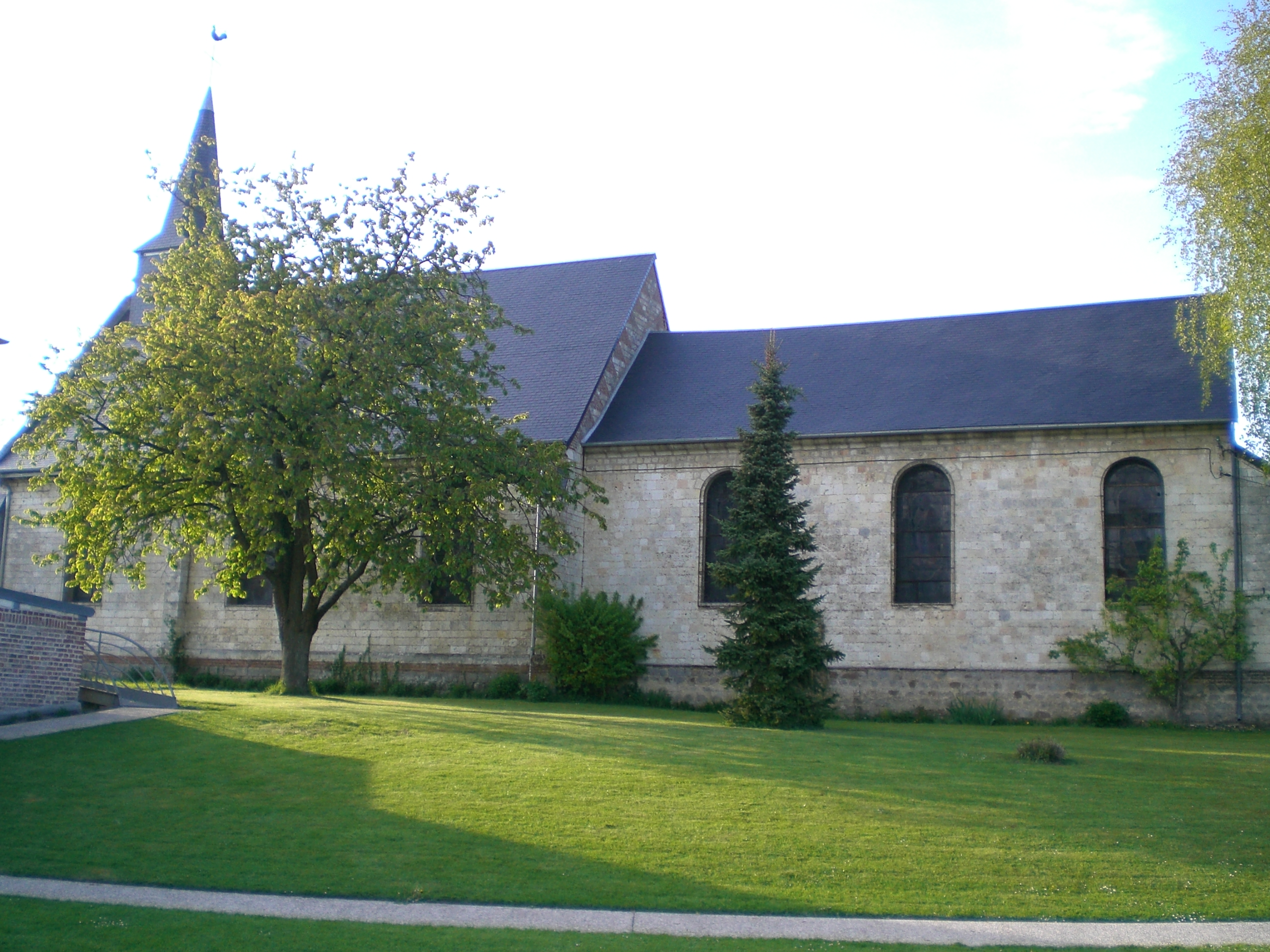
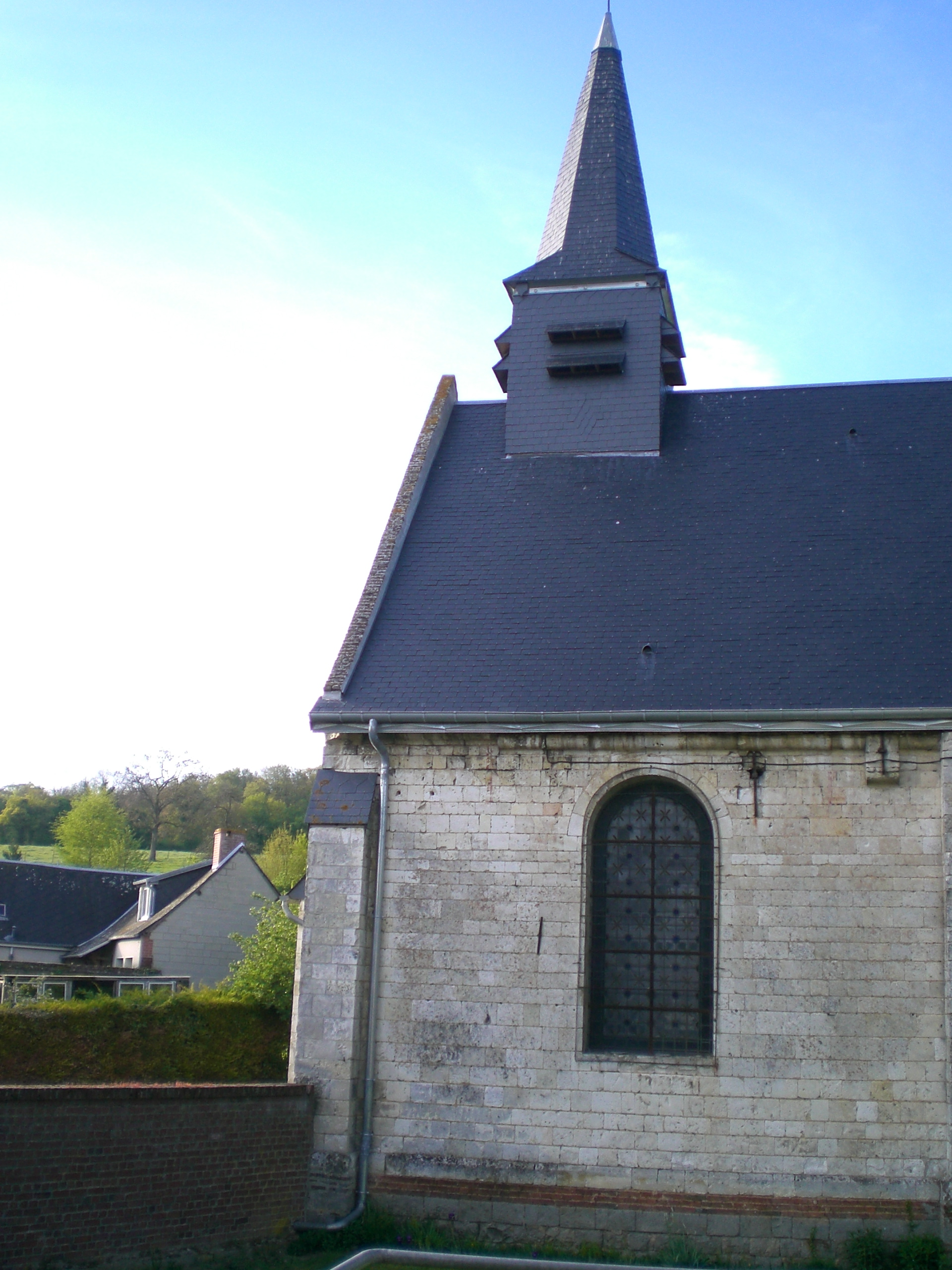
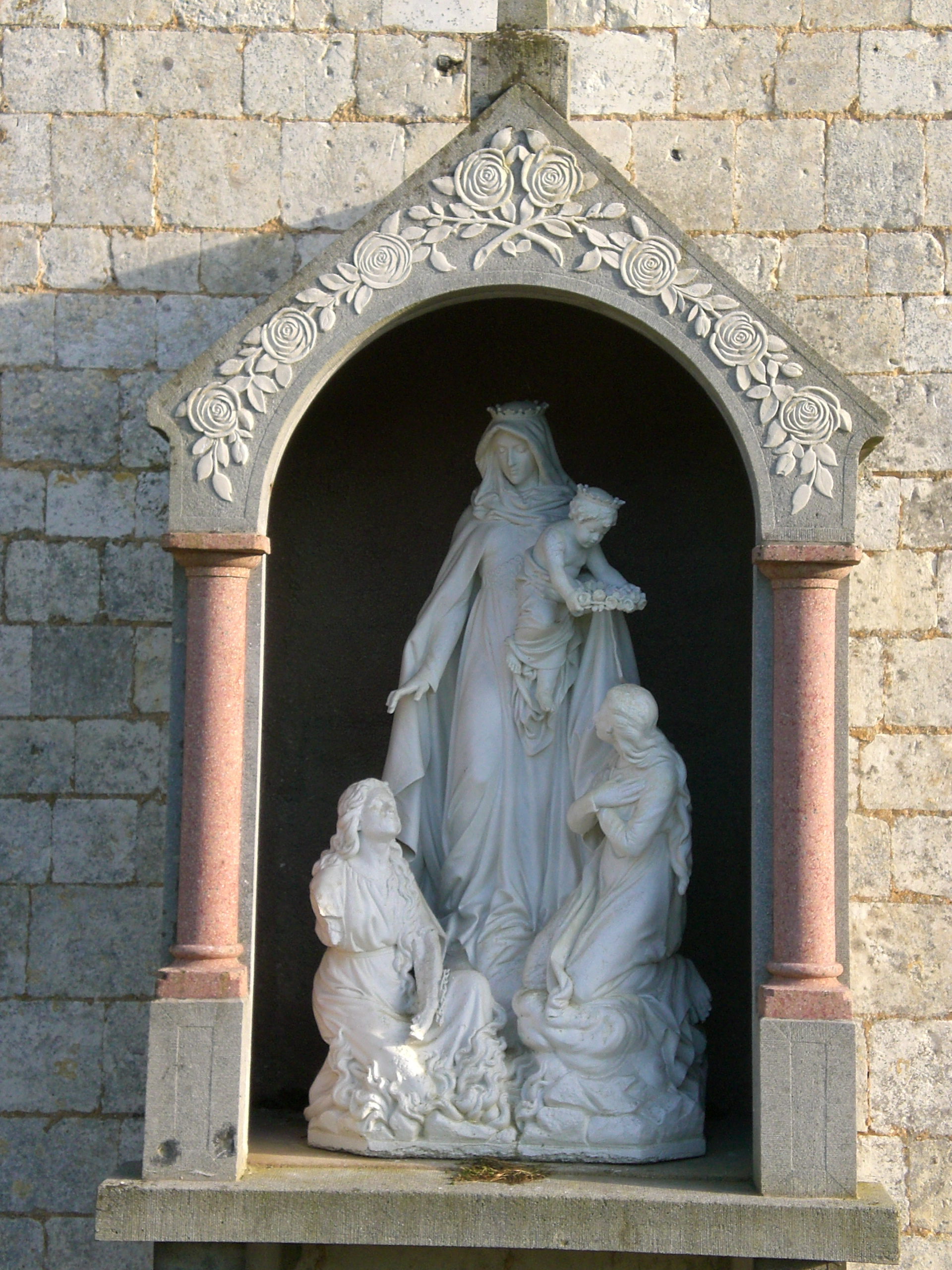